# Йоганес Ліхтенауер
Йоганнес Ліхтенауер (також Ліхтнауер, Ганс Ліхтенавер) — німецький майстр фехтування, який мав великий вплив на німецьку традицію фехтування в 14 столітті.

## Біографія
Ймовірно, Ліхтенауер діяв протягом середини та кінця 14 століття. Єдина збережена біографічна довідка про Ліхтенауера міститься в GNM Hs. 3227а (від 1400 р.), Де сказано, що "магістр Ліхтенауер навчився і опанував [мистецтво меча] ґрунтовно і по праву, але він не винайшов його і не вигадав сам, як зазначено раніше. Натомість, він подорожував і відвідував багато країн заради цього законного і справжнього мистецтва, оскільки хотів вивчати і знати його.
Його прізвище вказує, що він був з місця, яке називали Ліхтенау (сучасний Ліхтенау). Є кілька місць з цією назвою. Массманн (1844) згадує п'ять кандидатів: Ліхтенау ім Мюлькрайс у Верхній Австрії; Ліхтенау у Франконії, Нюрнберг; Ліхтенау на Рейні, Баден, поблизу Страсбурга; Ліхтенау в Гессені; і Ліхтенау у Вестфалії, поблизу Падерборна. З них він розглядає як найбільш вірогідний франкський Ліхтенау, оскільки Нюрнберг був центром пізнішого (епохи Відродження) фехтування, а Ліхтенау у Верхній Австрії через географічне походження, запропоноване членами Товариство Ліхтенауер.

## Товариство Ліхтенауер
Товариство Ліхтенауер — (Geselschaft Liechtenauers) — це список сімнадцяти майстрів, знайдених у вступі до трьох найдавніших примірників посібника з фехтування Паулюса Кала. Незрозуміло, чи була це коли-небудь офіційною організацією або яка її природа могла бути; однак, зазвичай припускають, що цей список є меморіалом загиблим студентам та сподвижникам великого майстра. Особливий інтерес представляє міжнародний характер списку, включаючи майстрів з сучасних Австрії, Чехії, Німеччини та Польщі, що паралельно твердженню в MS 3227a про те, що сам Ліхтенауер подорожував багатьма країнами, щоб навчитися мистецтву. Відомо, що кілька майстрів із цього списку писали трактати з фехтування, але близько половини залишаються абсолютно невідомими.

## Дивитися також
- Фехтування